# NGC 1362
NGC 1362 is een lensvormig sterrenstelsel in het sterrenbeeld Eridanus. Het hemelobject werd op 19 december 1799 ontdekt door de Duits-Britse astronoom William Herschel.

## Synoniemen
- PGC 13196
- ESO 548-41
- MCG -3-10-8
- NPM1G -20.0135